# Berna (Santa Fe)
Berna es una comuna argentina, ubicada en el noroeste de la provincia de Santa Fe, en el departamento General Obligado, a 27 km de Reconquista y 304 km de la capital provincial.
o ,

## Población
Cuenta con 824 habitantes (Indec, 2010), lo que representa un descenso frente a los 1046 habitantes (Indec, 2001) del censo anterior.
| Gráfica de evolución demográfica de Berna entre 1991 y 2010 |
|                                                             |
| Fuente: Censos nacionales del INDEC                         |

- Datos: Q5726435